# مساعدة (قرية)
مساعدة قرية مغربية بإقليم سيدي سليمان الساحلي، شمالي الرباط. تضم بلدة مساعدة 18.879 نسمة (إحصاء 2004).